# Ilja Lubowcew
Ilja Michajłowicz Lubowcew, ros. Илья Михайлович Любовцев (ur. 22 grudnia 1898?/3 stycznia 1899 we wsi Bogorodskoje, zm. 15 lutego 1975 w Moskwie) – radziecki wojskowy, generał major.

## Życiorys
Urodził się we wsi Bogorodskoje (obecnie teren tej wsi jest częścią Moskwy), w rodzinie stolarza. Ukończył 4-klasową szkoły wiejskiej, pracował przy wydobyciu torfu i w fabryce papierosów. 
W 1916 roku został zmobilizowany do armii rosyjskiej, do samodzielnego zapasowego dywizjonu kawalerii okręgu moskiewskiego. Pełnił tam funkcję pisarza, nie uczestniczył w walkach na froncie I wojny światowej. W lipcu 1917 roku udał się na urlop, z którego już nie powrócił.
W październiku 1917 roku wstąpił do oddziału Czerwonej Gwardii w Moskwie, gdzie był dowódcą drużyny i plutonu. W lutym 1918 roku dobrowolnie wstąpił do Armii Czerwonej, gdzie został dowódcą plutonu kawalerii oddziału specjalnego przeznaczenia. W maju 1919 roku został dowódcą plutonu kawalerii w 1 Moskiewskim pułku terytorialnym, który został skierowany na Front Południowy wojny domowej. Następnie w grudniu 1918 roku został dowódcą oddziału kawalerii ochrony linii kolejowych, pomocnikiem komendanta i komendantem oddziału kawalerii na
Froncie Wschodnim, a od lipca 1920 roku dowódcą dywizjonu kawalerii 36 pułku strzeleckiego na Froncie Zachodnim. 
W sierpniu 1920 roku skierowany na 3 Orenburski kurs kawaleryjski, który ukończył październiku 1921 roku. Po ukończeniu kursu został dowódcą plutonu, następnie szwadronu kawalerii w samodzielnym oddzielane 1 Korpusu Kawaleryjskiego, a potem dowódcą szwadronu Azerbejdżańskiej Czeki. Następnie szwadron wszedł w skład 8 Dywizji Kawaleryjskiej Armii Kaukaskiej, 2 pułku kawalerii Gruzińskiej Czeki i wojsk OGPU, później 5 Dońskiego i 6 pułku kawalerii wojsk OGPU. W tym czasie brał udział w walkach na terenie Kaukazu. 
Następnie został skierowany do Akademii Wojskowej im. Frunzego, którą ukończył w 1926 roku. Po jej ukończeniu w sierpniu 1926 roku został szefem sztabu 77 pułku kawalerii 7 samodzielnej brygady kawalerii, a potem 11 Dywizji Kawalerii w Środkowoazjatyckim Okręgu Wojskowym. W tym czasie bierze udział w walkach z basmaczami w Tadżykistanie. We wrześniu 1928 roku został odkomenderowany do Ogólnowojskowej Szkoły im. WCKW jako wykładowca. Następnie od września 1929 roku był szefem kursu kawaleryjskich udoskonalających dowódców. 
W czerwcu 1931 roku wraca do służby liniowej, został szefem sztabu 14 Dywizji Kawalerii Moskiewskiego Okręgu Wojskowego. W listopadzie 1931 roku został dowódcą 252 pułku strzeleckiego 84 Dywizji Strzeleckiej, którym dowodził do 1936 roku. W maju 1936 został komendantem centrum szkoleniowego Moskiewskiego OW w Miczuryńsku.  W listopadzie 1936 roku został szefem sztabu 16 Dywizji Strzeleckiej, a potem jej dowódcą. Dywizja ta wchodziła w skład Leningradzkiego a potem Nadbałtyckiego Samodzielnego Okręgu Wojskowego. 
Po ataku na Związek Radziecki w czerwcu 1941 roku nadal dowodził dywizją, która zajmował pozycje obronne w rejonie Tallinna oraz wzdłuż wybrzeża Zalewu Fińskiego, wchodzącą w skład Frontu Północno-Zachodniego. W dniu 7 lipca 1941 roku został zastępcą dowódcy 8 Armii, a 24 lipca został jej dowódcą, w tym czasie armia broniła linii oporu w rejonie Narwy, wchodzącą od sierpnia 1941 roku w skład Frontu Leningradzkiego. W dniu 8 sierpnia został odwołany ze stanowiska dowódcy armii, w związku nie wypełnieniem zadań jakie postawiono przed armią. 
Po odwołaniu ze stanowiska dowódcy armii, został wyznaczony na dowódcą 4 leningradzkiej dywizji pospolitego ruszenia, która we wrześniu została przekształcona w 85 Dywizję Strzelecką. Dowodząc tą dywizją brał udział w obronie Leningradu. 
W styczniu 1942 roku został szefem sztabu 55 Armii, a kwietniu 1942 roku zastępcą dowódcy tej armii, która uczestniczyła w obronie Leningradu, w składzie Frontu Leningradzkiego. Funkcję zastępcy dowódcy armii pełnił do maja 1943 roku. 
Następnie od maja 1943 do lutego 1944 roku był słuchaczem kursu w Akademii Wojskowej im. Woroszyłowa, po jego ukończeniu został zastępca dowódcy 104 Korpusu Strzeleckiego, wchodzącego w skład 40 Armii 2 Frontu Ukraińskiego. Następnie od maja 1944 roku został dowódcą 51 Korpusu Strzeleckiego. Dowodząc nim wziął udział w operacji jasko-kiszyniowskiej. W dniu 25 sierpnia 1944 roku już na terenie Rumunii w rejonie miasta Piatra Neamț z grupa oficerów dostał się w zasadzkę i będąc ciężko rany dostał się do niewoli.
W niewoli przebywał początkowo w szpitalu w Wiedniu, następnie w obozie jenieckim, który w kwietniu 1945 roku wyzwolony przez wojska amerykańskie. W maju 1945 roku powrócił do Związku Radzieckiego za pośrednictwem misji wojskowej w Paryżu. Następnie od maja do grudnia 1945 roku był w dyspozycji NKWD, które prowadziło śledztwo w związku z jego pobytem w niewoli. Po oczyszczeniu z zarzutów i zakończeniu śledztwa, w styczniu 1946 roku wrócił do służby czynnej i został starszym wykładowcą w Akademii Wojskowej im. Woroszyłowa.
W październiku 1948 roku został przeniesiony do rezerwy. Zmarł w Moskwie i został pochowany na Nowym Cmentarzu Dońskim.

## Awanse
- kombrig (28.02.1939, rozkaz nr 0964/п)
- generał major (04.06.1940, rozkaz nr 945)

## Odznaczenia
- Order Lenina (06.05.1946[1])
- Order Czerwonego Sztandaru (03.11.1944[2])
- Order Suworowa kl. II (17.05.1944[3])
- Medal „Za obronę Leningradu”
- Medal „Za zwycięstwo nad Niemcami w Wielkiej Wojnie Ojczyźnianej 1941–1945”